# Герб Словакии
Герб Словакии (словац. Štátny znak Slovenskej republiky) — официальный государственный символ Словакии; один из главных государственных символов наряду с Государственным флагом и Государственным гимном. Представляет собой щит, в червлёном поле которого серебряный патриарший крест, лапчатый на концах, поставленный на лазоревую гору о трёх вершинах.

## Символика
Двойной (патриарший) крест символизирует христианский крест, который использовался с IX века в Византии и был принесён в Словакию Кириллом и Мефодием.
Три горы символизируют Матру, Татры и Фатру — область, издавна населённую словаками. Три горы появились на гербе приблизительно в XIII веке, окончательно закрепились в XIV веке, начиная с 1848 года изображались лазоревыми (синими). Ныне на территории Словакии находятся только Фатра и Татры, а Матра — на территории современной Венгрии.

## История герба
Византийский двойной крест впервые использовался в Венгрии как знак Нитранского княжества, после как самый старый венгерский знак и символ христианства. С XV века герб использовался как знак верхневенгерских, то есть словацких земель. С 1848 года использовался патриотами, как народный словацкий знак.
Во времена Чехословакии герб был частью единого чехословацкого герба. В 1960 году двойной словацкий крест был удалён с чехословацкого герба и заменён щитом с изображением горы Кривань и партизанского костра как символа Словацкого народного восстания.
В 1990 году в качестве герба Чехословакии был восстановлен старый герб. В 1992 году, после раздела Чехословакии на Чехию и Словакию, был утверждён современный герб. По традиции словацкий герб (но с горой зелёного, а не синего цвета) до сих пор является правой частью венгерского герба — с тех времён, когда Фельвидек, то есть нынешняя Словакия, была в составе Венгрии.

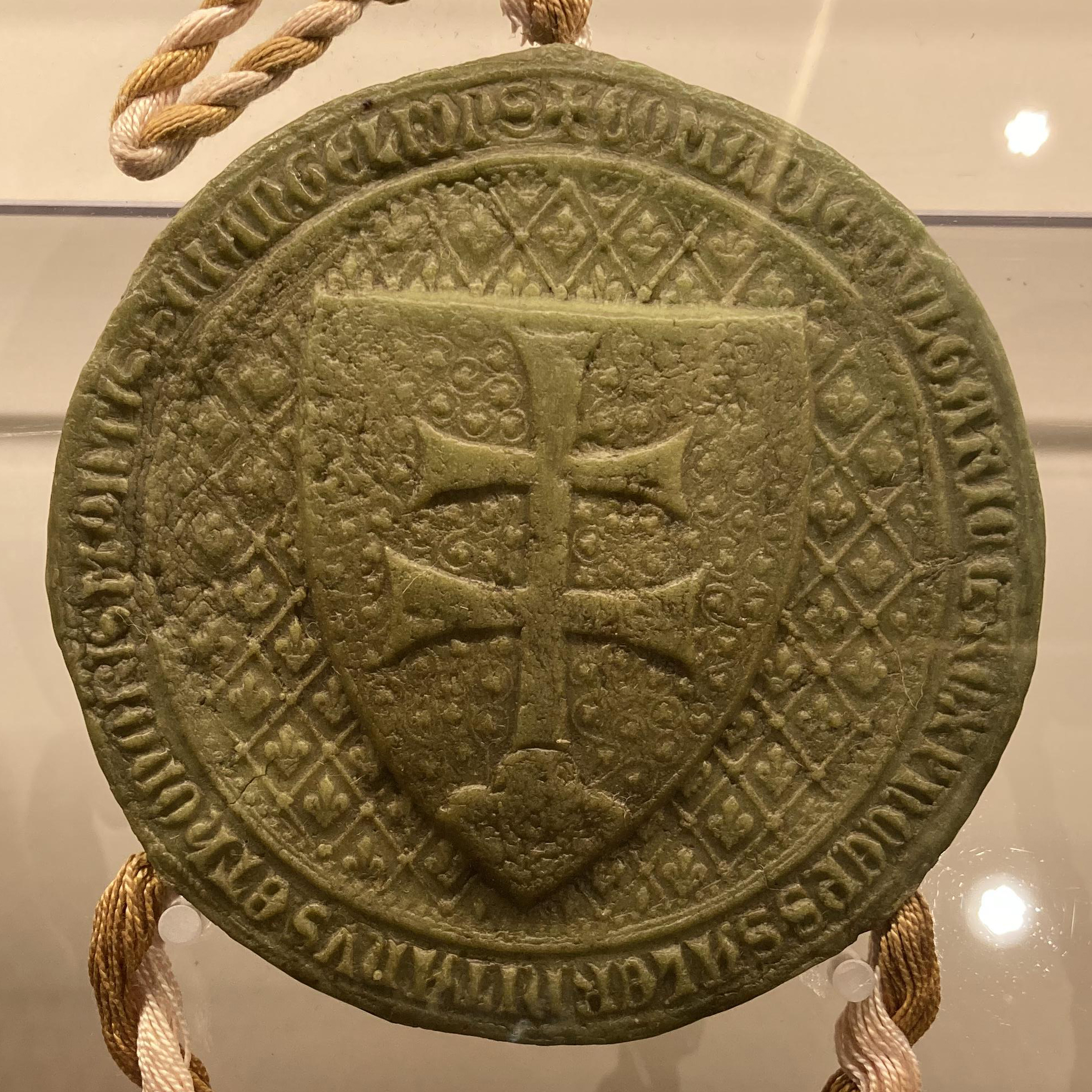
Оборот второй двойной печати (1366-1382) короля Венгрии Людовика I (1342-1382). Современный дизайн герба Словакии Ладислава Чисарика был основан на этой средневековой венгерской печати.
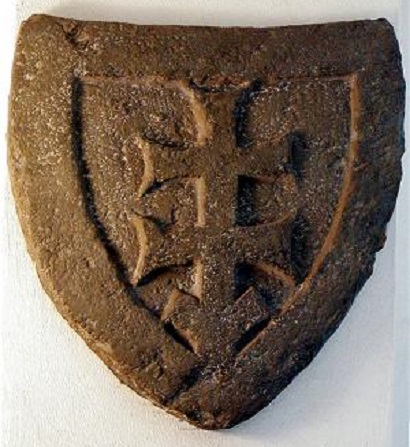
Средневековое изображение герба Словакии на Братиславском Граде
Герб Словацкой Республики (1939—1945)
Герб социалистической Словакии (1960—1990) и Словацкой Социалистической Республики (1969—1990)